# Menhir von Barnmeen
Der Menhir von Barnmeen (englisch Standing Stone) steht westlich von Rathfriland bei Newry, nördlich der A25 hinter einer Hecke südlich einer Nebenstraße im County Down in Nordirland.
Der sehr massive Stein aus Granit ist etwa 3,6 Meter hoch und unten 1,5 m breit. Er hat eine unverwechselbare vermutlich künstliche Einbuchtung auf der Nordseite. Dieses als Schulter bekannte Merkmal findet sich an einigen Megalithen in diesem Teil des County Down, darunter dem Menhir von Tamnaharry und dem Portal Tomb von Wateresk.
Die Basis misst etwa 1,2 × 1,4 m und der Stein ist etwa 3,5 m hoch. Die Steine an seiner Basis sind abgetragen, haben seine Stabilität jedoch nicht beeinflusst. Es handelt sich um einen gerundeten Granitstein, auf dem höchsten Punkt des niedrigen Longstone Hill.
Etwa 5,2 km südwestlich steht das Steinpaar von Saval More.